# 襲われた幌馬車
『襲われた幌馬車』（おそわれたほろばしゃ、原題：The Last Wagon）は、1956年に公開されたアメリカ映画。
撮影はアリゾナ州セドナのオーク・クリーク渓谷で行われた。同地はデルマー・デイヴィスが監督した『折れた矢』でも撮影場所に採用されている。

## あらすじ

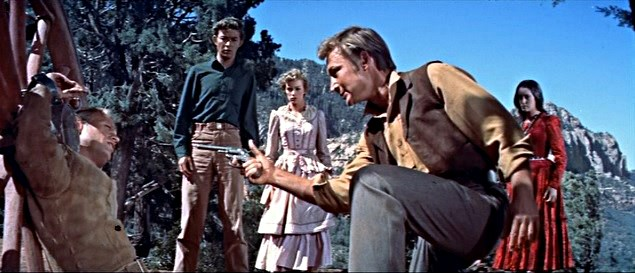
映画の一場面

コマンチ族に育てられた白人コマンチ・トッドは、ハーパー4兄弟を狙って殺していった。1人を殺した後、兄弟3人に見つかるが、さらに2人を殺すことに成功する。しかし、残った保安官のブル・ハーパーに捕えられる。ブルは、トッドを馬につなげて引きずりながら町に向かっていると、途中ノーマンド大佐率いる幌馬車隊と遭遇する。トッドの護送を要求したブルだが、動物のように彼を扱っているのをジェニーらに咎められ、しぶしぶ馬車に縛り付けるだけにした。ブルは、トッドに食事を与えていたビリーに対して発砲する。それを見たノーマンド大佐らは、トッドに食事を与え2度と発砲しないよう警告する。だが、トッドにタバコを吸わせていたクリントに、ブルは殴りかかってきた。トッドは落ちていた斧をブルに対し投げつけて殺害したことで両手を拘束される。
川に泳ぎに出かけたビリーたちが、夜が明けてから幌馬車に戻ると、ノーマンド大佐たちが虐殺されていた。出かけていて無事だったビリー、ジェニー、ジョリー、クリント、リッジ、ヴァリントの6人は、崖の下に落ちた馬車につながれたトッドを発見し助ける。トッドはアパッチ族がやったというが、ヴァリンダ、クリント、リッジの3人は、彼だけが生き残っていたのを疑問に思い、本当はコマンチ族がやったのではないかとトッドに問い詰める。彼は違うと答え、信じてくれたジェニーとビリーによって拘束を解かれる。リッジらは疑いながらも、トッドを頼りに道を進むことにした。アパッチ族から逃げる中で、トッドとジェニーは互いに惹かれ合い、彼は「妻子を殺したハーパー4兄弟に復讐するために殺した」とジェニーに告げる。

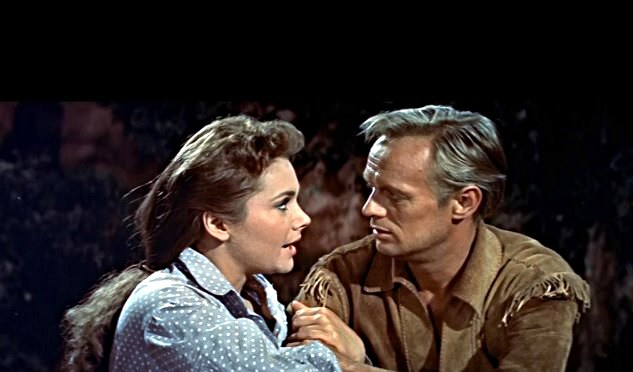
映画の一場面

そんな中、トッドを特に嫌っていたヴァリントがガラガラヘビに噛まれて重傷を負ってしまう。トッドは彼女を介抱して命を救おうとし、ノーマンド大佐と先住民との間に生まれたことで彼女に嫌われていた異母妹ジョリーもジェニーやビリーと共に残り少ない水を提供する。そこに、リッジがガラガラヘビを仕留めるために撃った銃声を聞きつけてアパッチ族の戦士が現れる。トッドはジェニーたちを守るために1人でアパッチ族の戦士と闘い勝利するが、大軍が迫っていることを悟りジェニーたちを逃がすために偵察に向かう。そこにアメリカ軍の偵察隊が到着し、彼らと共に脱出しようとする。トッドは幌馬車に爆薬を仕掛けてアパッチ族を追い払い脱出に成功するが、正体が露見したため拘束されてしまう。町に到着したトッドは裁判にかけられるが、ジェニーたちの懇願を受けたハワード将軍により死刑を免れる。解放されたトッドはジェニー、ビリーと共に町を立ち去る。

## キャスト
| 役名                      | 俳優                     | 日本語吹替   | 日本語吹替   |
| 役名                      | 俳優                     | 日本テレビ版 | フジテレビ版 |
| ------------------------- | ------------------------ | ------------ | ------------ |
| コマンチ・トッド          | リチャード・ウィドマーク | 大塚周夫     | 大塚周夫     |
| ジェニー                  | フェリシア・ファー       | 池田昌子     | 武藤礼子     |
| ジョリー・ノーマンド      | スーザン・コーナー       | 影万里江     | 安田千永子   |
| ビリー                    | トミー・レティグ         | 清水マリ     | 塩屋翼       |
| ヴァリンダ・ノーマンド    | ステファニー・グリフィン | 五月女道子   | 小原乃梨子   |
| クリント                  | レイ・ストリックリン     |              | 野島昭生     |
| リッジ                    | ニック・アダムス         | 朝戸正明     | 富山敬       |
| オリバー・O・ハワード将軍 | カール・ベントン・リード |              | 島宇志夫     |
| ノーマンド大佐            | ダグラス・ケネディ       |              | 島宇志夫     |
| ブル・ハーパー保安官      | ジョージ・マシューズ     |              |              |
| ケリー中尉                | ジェームズ・ドルーリー   |              |              |

- 日本テレビ版：初回放送 1963年10月13日
- フジテレビ版：初回放送 1973年6月22日 フジテレビ 『ゴールデン洋画劇場』※DVD収録[5]

## スタッフ
- 監督：デルマー・デイヴィス
- 製作：ウィリアム・B・ホークス
- 脚本：ジェームズ・エドワード・グラント、デルマー・デイヴィス、グウェン・バグニー・ギルガット
- 原案：グウェン・バグニー・ギルガット
- 撮影：ウィルフリッド・クライン
- 音楽：ライオネル・ニューマン
- 編集：ヒュー・S・ファウラー